# Matvej Blanter
Matvej Isaakovitj Blanter (ryska: Матвей Исаакович Блантер), född 28 januari 1903 i Potjep, död 27 september 1990 i Moskva, var en rysk och sovjetisk kompositör. 
Blanter föddes i en judisk hantverkarfamilj. Efter att ha studerat vid musikskolor i Kursk och Moskva började han komponera musik under det tidiga 1920-talet. Från början skrev Blanter främst dansmusik och jazz, men från 1930-talet och framåt komponerade han sånger som manade till kamp för socialismen. Till hans mest kända verk hör "Katiusja" från 1938.  
Blanter var aktiv som kompositör fram till 1975 och producerade totalt fler än 2 000 sånger. Förutom populärmusik skrev han även filmmusik. 

## Priser
- Stalinpriset (1946)
- Artist of Outstanding Merit of the RSFSR (1965)
- The Medal of Honor (1967)
- People's Artist of the USSR (1975)
- Socialistiska arbetets hjälte (1983)